# Јан Бројгел Старији
Јан Бројгел Старији (хол. Jan Brueghel the Elder; Брисел, 1568 — Антверпен, 1625) био је фламански сликар.

## Биографија
Син је Питера Бројгела Старијег и отац Јана Бројгела Млађег. Надимци су му били «сомотни », »цветни» или «рајски» Бројгел. Посљедња два назива произашла су из његових омиљених сликарских мотива, док се «баршунасти» односи на баршунасти сјај његових боја, или (нагађа се), због његове навике ношења одеће од сомота.
За разлику од оца „сељака“ Бројгела, Јан је био космополит и штићеник и пријатељ римског кардинала Федерига Боромеа, уједно наручиваоца слика Јана Бројгела Старијег.
Јан Бројгел, Старији познат је као сликар мртвих природа са цвећем, и пејзажа. Развио је сликарски стил који је у већој мери независан о очевом сликарству, што није случај с његовим братом Питером Млађим.
Његови рани радови углавном су пејзажи са сценама из Светог писма, његове слике шумских предела откривају утицај мајстора шумских пејзажа Гилис ван Конинксла (Gillisa van Coninxlooa).
У свом каснијем раду сликао је више «чистих» пејзажа и градских ведута, а према концу живота углавном мртве природе. Ти се радови одликују великом прецизношћу и врло детаљним приказивањем одређених врста цвећа, уз које је додавао такође пажљиво насликане друге природне облике попут шкољки, пчела, лептира и других мотива.
Јан Бројгел је често сарађивао с другим сликарима: он би углавном сликао пејзаже у које би други сликар затим уметнуо фигуре. Најпознатију такву сарадњу остварио је с Петером Паулом Рубенсом.
Имао је сликарски атеље у Антверпену у Белгији, где је 1625. године умро од колере.